# Svenska mästerskapen i längdskidåkning 1970
Svenska mästerskapen i längdskidåkning 1970 arrangerades i Borlänge den 25 januari till 1 februari.

## Medaljörer, resultat

### Herrar
| Gren              | Guld                                                              | Guld                                                              | Guld      | Silver                                                      | Silver                                                      | Silver    | Brons                                                   | Brons                                                   | Brons     |
| 15 km             | Lars-Arne Bölling                                                 | IFK Mora                                                          | 50.31,0   | Bjarne Andersson                                            | IFK Mora                                                    | 51.06,9   | Arne Lilja                                              | Norbergs AIF                                            | 51.13,7   |
| 30 km             | Arne Lilja                                                        | Norbergs AIF                                                      | 1.37.33,2 | Åke Wingskog                                                | Årjängs IF                                                  | 1.38.43,5 | Lars-Göran Åslund                                       | Åsarna IK                                               | 1.38.47,8 |
| 50 km             | Lars-Arne Bölling                                                 | IFK Mora                                                          | 2.42.52,2 | Åke Wingskog                                                | Årjängs IF                                                  | 2.43.10,4 | Assar Rönnlund                                          | IFK Umeå                                                | 2.43.12,3 |
| Stafett 3 x 10 km | IFK Mora (Bjarne Andersson, Hans-Erik Larsson, Lars-Arne Bölling) | IFK Mora (Bjarne Andersson, Hans-Erik Larsson, Lars-Arne Bölling) | 1.45.17,2 | Norbergs AIF (Arne Lilja, Sören Linder, Lennart Pettersson) | Norbergs AIF (Arne Lilja, Sören Linder, Lennart Pettersson) | 1.45.44,2 | Lycksele IF (S. Burman, I. Sandström, A. Fjellström)    | Lycksele IF (S. Burman, I. Sandström, A. Fjellström)    | 1.46.00,0 |
| Lagtävling 15 km  | IFK Mora (Lars-Arne Bölling, Bjarne Andersson, Hans-Erik Larsson) | IFK Mora (Lars-Arne Bölling, Bjarne Andersson, Hans-Erik Larsson) | 2.33.44,0 | Norbergs AIF (Arne Lilja, Lennart Pettersson, Sören Linder) | Norbergs AIF (Arne Lilja, Lennart Pettersson, Sören Linder) | 2.37.02,0 | Lycksele IF (I. Sandström, S. Burman, Ö. Zackrisson)    | Lycksele IF (I. Sandström, S. Burman, Ö. Zackrisson)    | 2.40.14,9 |
| Lagtävling 30 km  | Norbergs AIF (Arne Lilja, Sören Linder, Lennart Pettersson)       | Norbergs AIF (Arne Lilja, Sören Linder, Lennart Pettersson)       | 4.59.52,7 | Lycksele IF (I. Sandström, S. Burman, Ö. Zackrisson)        | Lycksele IF (I. Sandström, S. Burman, Ö. Zackrisson)        | 5.08.18,9 | IFK Mora (S. Asp, Hans-Erik Larsson, Lars-Arne Bölling) | IFK Mora (S. Asp, Hans-Erik Larsson, Lars-Arne Bölling) | 5.08.25,3 |
| Lagtävling 50 km  | Norbergs AIF (Arne Lilja, Sören Linder, Lennart Pettersson)       | Norbergs AIF (Arne Lilja, Sören Linder, Lennart Pettersson)       | 8.14.46,9 | IFK Mora (Lars-Arne Bölling, S. Asp, T. Sohlin)             | IFK Mora (Lars-Arne Bölling, S. Asp, T. Sohlin)             | 8.30.02,4 | IFK Umeå (Assar Rönnlund, L. Larsson, L. Höglund)       | IFK Umeå (Assar Rönnlund, L. Larsson, L. Höglund)       | 8.33.52,9 |

### Damer
| Gren             | Guld                                                   | Guld                                                   | Guld      | Silver                                               | Silver                                               | Silver    | Brons                                              | Brons                                              | Brons     |
| 5 km             | Viola Ylipää                                           | Edsbyns SK                                             | 19.23,2   | Birgitta Lindqvist                                   | Offerdals SK                                         | 19.27,7   | Barbro Tano                                        | IFK Kiruna                                         | 19.44,3   |
| 10 km            | Birgitta Lindqvist                                     | Offerdals SK                                           | 35.37,2   | Barbro Tano                                          | IFK Kiruna                                           | 35.38,7   | Viola Ylipää                                       | Edsbyns SK                                         | 36.11,5   |
| Stafett 3 x 5 km | Edsbyns SK (Gun Andersson, Ulla Nilsson, Viola Ylipää) | Edsbyns SK (Gun Andersson, Ulla Nilsson, Viola Ylipää) | 1.01.04,8 | Offerdals SK (L. Olsson, G. Eriksson, B. Lindqvist,) | Offerdals SK (L. Olsson, G. Eriksson, B. Lindqvist,) | 1.01.25,0 | IFK Mora (A-M Hansson, M. Andersson, L. Andersson) | IFK Mora (A-M Hansson, M. Andersson, L. Andersson) | 1.03.29,2 |
| Lagtävling 5 km  | Edsbyns SK (Viola Ylipää, Ulla Nilsson, Gun Andersson) | Edsbyns SK (Viola Ylipää, Ulla Nilsson, Gun Andersson) | 1.00.59,9 | Offerdals SK (B. Lindqvist, L. Olsson, G. Eriksson)  | Offerdals SK (B. Lindqvist, L. Olsson, G. Eriksson)  | 1.01.05,9 | IFK Mora (A-M Hansson, L. Andersson, M. Andersson) | IFK Mora (A-M Hansson, L. Andersson, M. Andersson) | 1.03.40,1 |
| Lagtävling 10 km | Edsbyns SK (Viola Ylipää, Ulla Nilsson, Gun Andersson) | Edsbyns SK (Viola Ylipää, Ulla Nilsson, Gun Andersson) | 1.51.20,0 | Offerdals SK (B. Lindqvist, L. Olsson, G. Eriksson)  | Offerdals SK (B. Lindqvist, L. Olsson, G. Eriksson)  | 1.51.33,1 | Sälens IF (I. Elofsson, G. Fritzson, U. Eriksson)  | Sälens IF (I. Elofsson, G. Fritzson, U. Eriksson)  | 1.58.05,8 |

### Webbkällor
- Svenska Skidförbundet